# Švica
Švica is een plaats in de gemeente Otočac in de Kroatische provincie Lika-Senj. De plaats telt 526 inwoners (2001).